# Girls in Hawaii

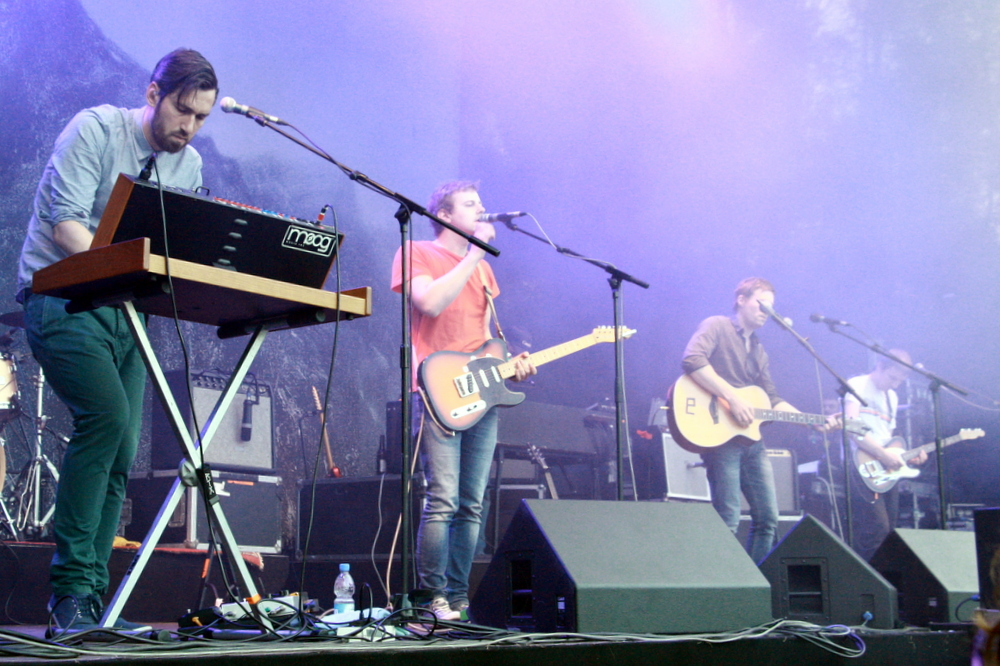
Girls in Hawaii (2014)

I Girls in Hawaii sono un gruppo rock belga, originario di Braine-l'Alleud a pochi chilometri a sud di Bruxelles. Contrariamente a quel che può far pensare il nome del gruppo, i componenti sono tutti di sesso maschile.

## Storia
A fine anni 90, i fratelli Antoine (voce) e Denis (batteria) Wielemens erano due capi scout con la passione per la musica pop-rock melodica; fra i vari punti di riferimento artistici, vi erano gruppi come i Grandaddy o i Pavement. Grazie all'attività scout, ebbero modo di conoscere altri coetanei con le stesse inclinazioni artistiche, e iniziare le prime prove nei locali della sede scout.
Nel 2001, diedero il loro primo concerto durante le celebrazioni di fine anno dell'università presso la quale studiavano, mentre il primo EP (Found In The Ground - The Winter EP) uscì nel Febbraio 2003, per l'etichetta indipendente Belga 62TV.
Il successo di questa produzione dà loro modo di mettersi in mostra in molti festival Europei estivi dello stesso anno, e guadagnarsi un contratto presso una major discografica per l'incisione e distribuzione del loro primo album ('From Here To There' uscirà infatti nel Novembre 2003). 
L'album viene distribuito in Germania, Italia, Francia, Belgio e Spagna, e durante l'estate successiva il gruppo torna ad esibirsi nei festival Europei con un successo ancora maggiore, che gli varrà una distribuzione dell'Album negli Stati Uniti e in Giappone.
Dopo la lunga tournée, il gruppo torna in studio per registrare il loro secondo album, "Plan your escape" (Febbraio 2008). L'album risulta fedele alle sonorità dei primi lavori, e viene accolto positivamente dalla critica. La tournée che ne seguirà, sarà poi documentata in un DVD, "Not Here" uscito nel 2009.
Dopo la morte in un incidente d'auto a Bruxelles del batterista Denis Wielemans, (Maggio 2010)], il gruppo riapparve nel 2011 nel progetto dal vivo Congotronics Vs ROckers che riunisce artisti Congolesi e Europei ed è stato nuovamente annunciato nelle locandine dei festival Europei del 2011.
Il 7 settembre 2012 annunciano, tramite Facebook, che il nuovo album è in lavorazione.
L'album Everest, esce in Italia il 2 settembre 2013; consta di undici brani ed è anticipato dall'uscita di due singoli: Not Dead e Misses.
Il tour in programma successivamente all'uscita dell'album vede i Girls in Hawaii fermarsi in Italia per alcune tappe, tra cui Padova e Roma.
Il 29 settembre 2017 esce l'album Nocturne nel cui successivo tour, saranno toccate le città di Bologna, Milano, Roma e Torino, rispettivamente il 18-19-20-21 Aprile 2018.

## Discografia

### Album
- Found in the Ground: The Winter EP (Febbraio 2003)

1. Found in the Ground
2. Ride
3. Bees & Butterflies
4. Dead Birds Song
5. My Cat's Dying

- From Here To There (Novembre 2003)

1. 9.00 am
2. Short Song for a Short Mind
3. Time to Forgive the Winter
4. Casper
5. Found in the Ground
6. The Ship on the Sea
7. The Fog
8. Fontanelle
9. Flavor
10. Organeum
11. Bees and Butterflies
12. Catwalk

- Plan Your Escape (Febbraio 2008)

1. This Farm Will End Up in Fire
2. Sun of the Sons
3. Bored
4. 5.20.22
5. Shades of Time
6. Fields of Gold
7. Couples on TV
8. Colors
9. Birthday Call
10. Road to Luna
11. Summer Storm
12. Plan Your Escape

- Everest

1. The Spring
2. Misses
3. We are the living
4. Changes
5. Switzerland
6. Here I belong
7. Not dead
8. Mallory's Height
9. Head on
10. Rorscharch
11. Wars

- Nocturne (Settembre 2017)

1. This Light
2. Guinea Pig
3. Cyclo
4. Indifference
5. Overrated
6. Blue Shape
7. Walk
8. Monkey
9. Willow Grove
10. Up On The Hill

### DVD e Compilation
- Girls in Hawaii + Sharko + Ghinzu = LIVE (DVD) ;
- Belgian Indie pop-rock
- "Not here" : documentario, performance dal vivo e reportage in doppio DVD

## Formazione
- Antoine Wielemans - voce, chitarra
- Lionel Vancauwenberghe - voce, chitarra
- Brice Vancauwenberghe - chitarra e cori
- Christophe Léonard - chitarra, sintetizzatori
- Daniel Offermann - basso e percussioni
- Denis Wielemans (2003-2010) - batteria

## Collegamenti
- Sito ufficiale, su girlsinhawaii.be.
- MySpace ufficiale, su myspace.com.